# Gretchena
Gretchena is een geslacht van vlinders van de familie bladrollers (Tortricidae), uit de onderfamilie Olethreutinae.

## Soorten
- G. amatana Heinrich, 1923
- G. bolliana (Slingerland, 1896)
- G. concitatricana (Heinrich, 1923)
- G. concubitana Heinrich, 1923
- G. delicatana Heinrich, 1923
- G. deludana (Clemens, 1864)
- G. dulciana Heinrich, 1923
- G. garai Miller, 1987
- G. nymphana Blanchard & Knudson, 1983
- G. obsoletana Brown, 1982
- G. semialba McDunnough, 1925
- G. watchungana (Kearfott, 1907)